# Кушталь

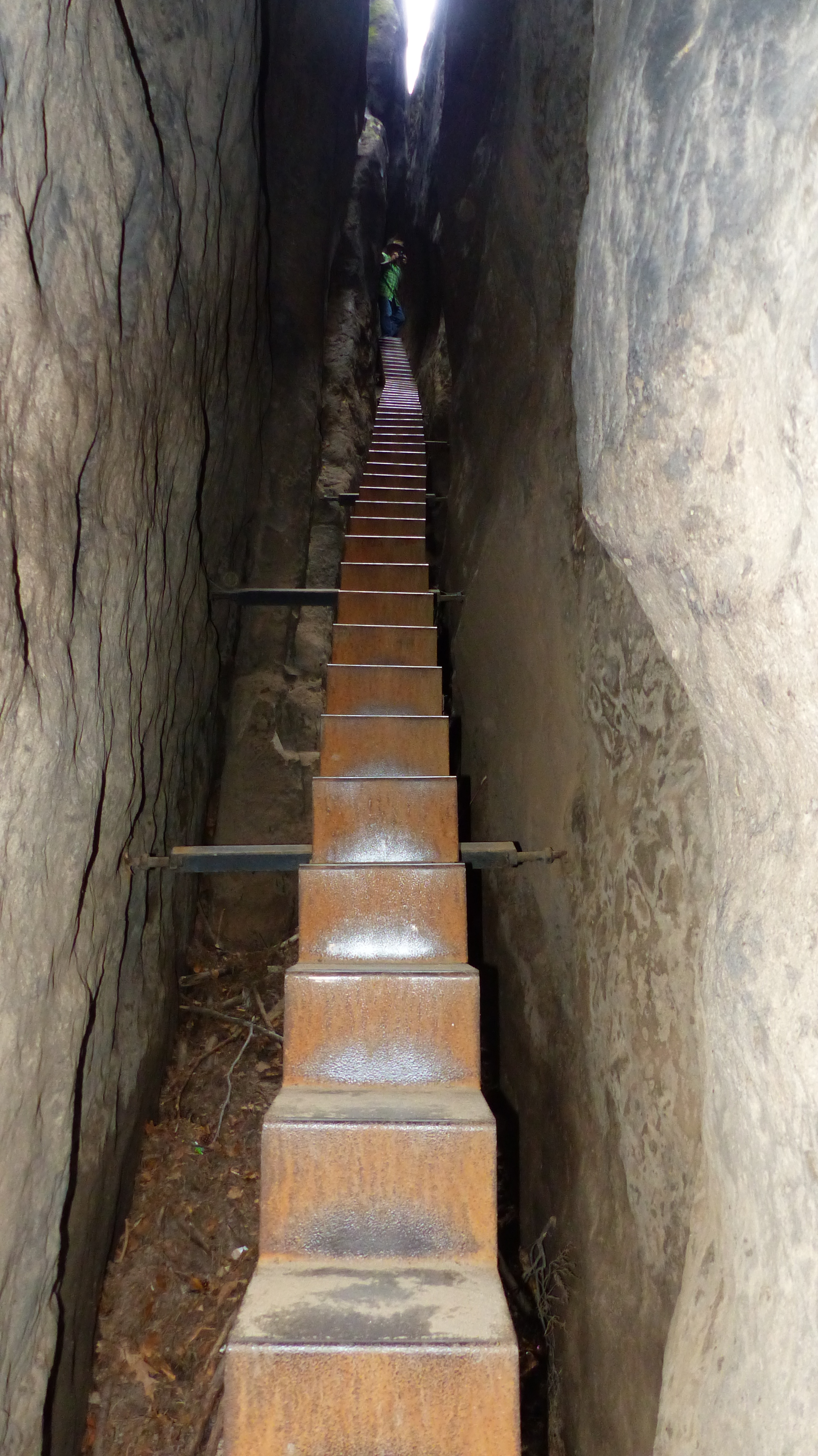
Так называемая «лестница в небеса» ведёт по узкой щели

Ку́шталь (нем. Kuhstall — коровник) — вторые по размерам после Правчицких ворот скальные ворота Эльбских Песчаниковых гор. Они находятся на высоте 337 м. Высота ворот — 11 м, ширина — 17 м и глубина — 24 м. В XV веке здесь находилась крепость.

## Название

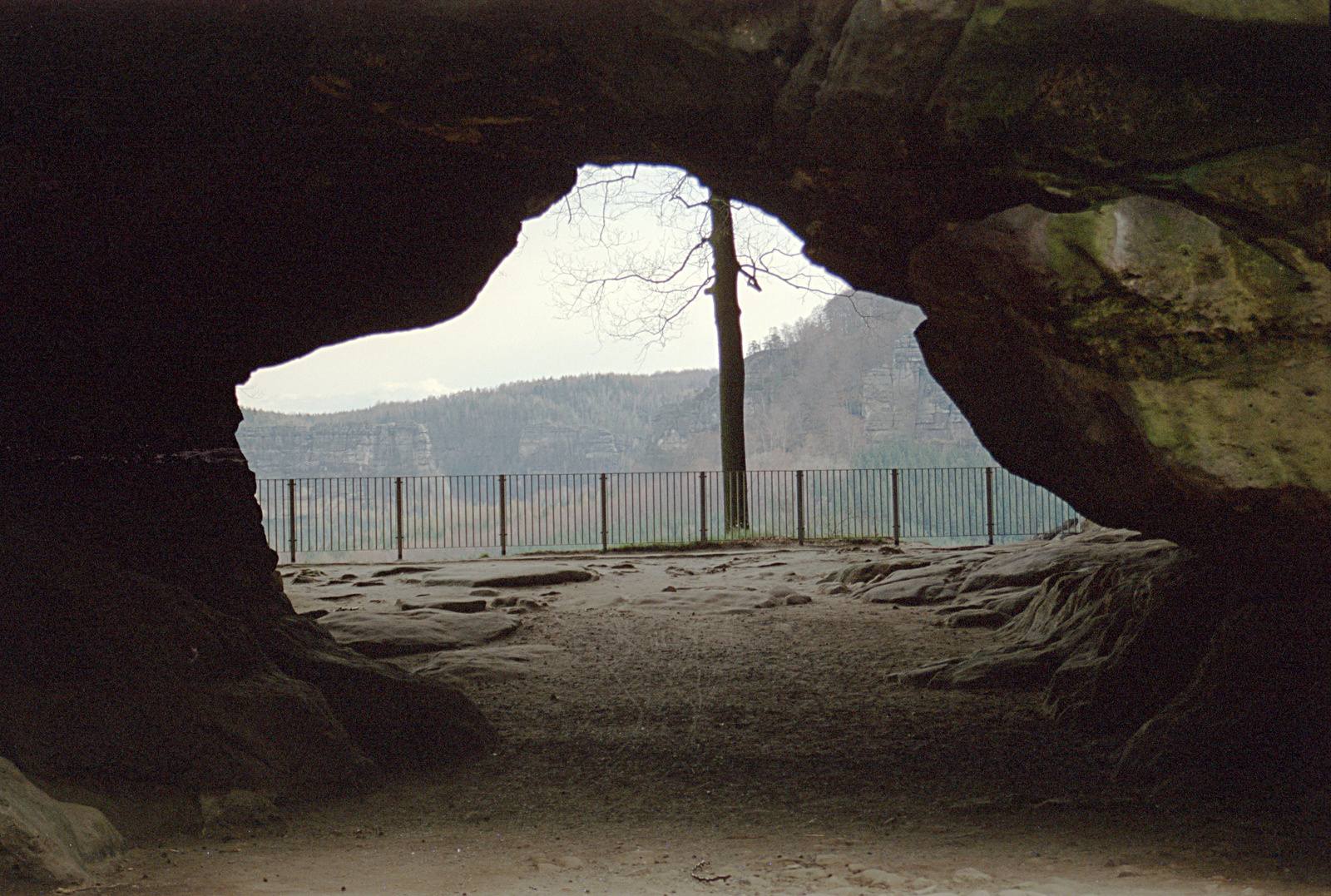
Взгляд через Кушталь

Название Кушталь связано с тем, что под этими воротами содержались коровы. По одной версии, крестьяне близлежащих деревень прятали свой скот от шведских солдат во время Тридцатилетней войны. По другой версии, жители средневековой крепости содержали здесь ворованных коров.

## Туризм

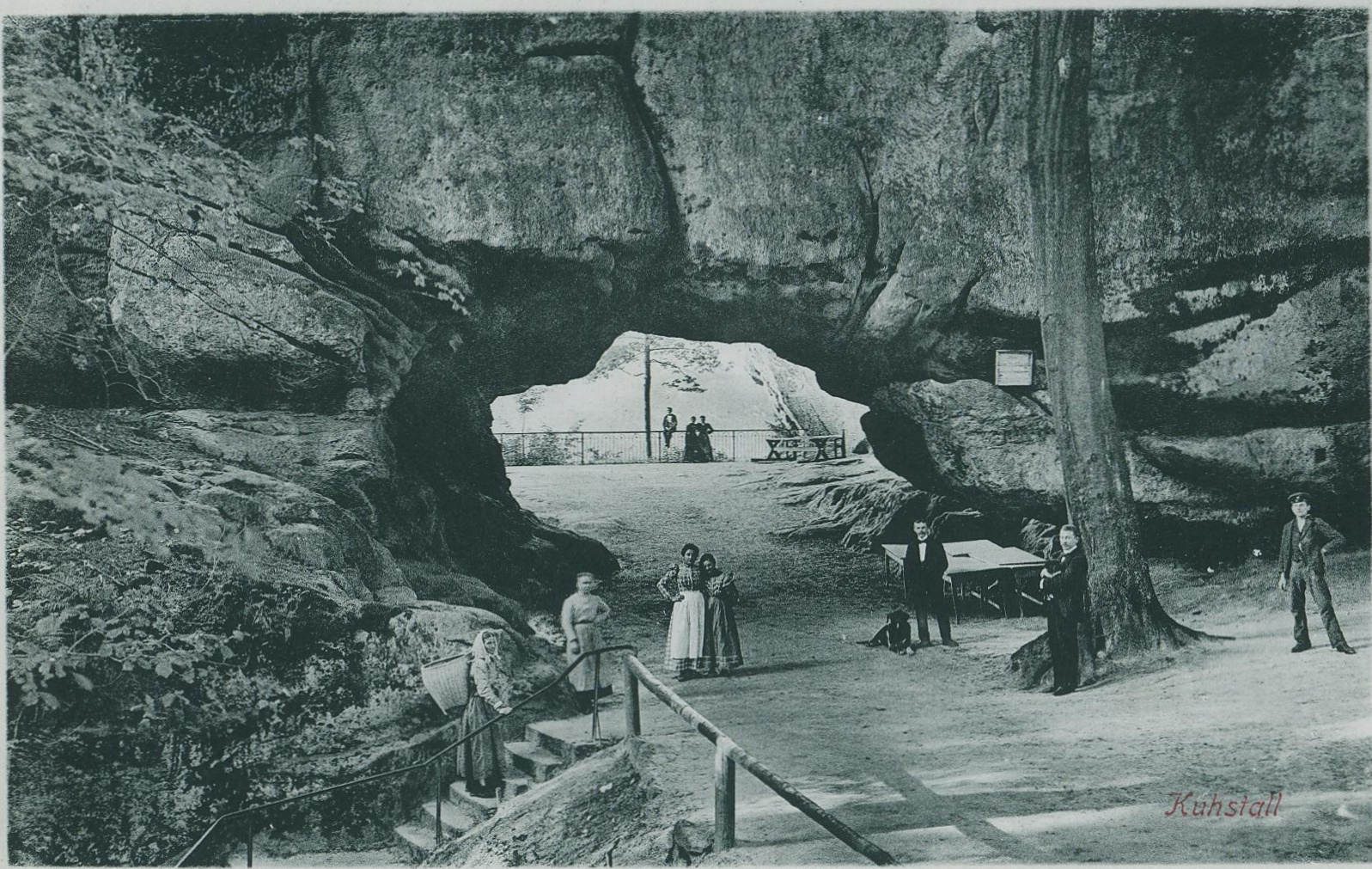
около 1901—1921

Кушталь в 19-м веке был одним из главных туристических аттракционов Эльбских Песчаниковых гор. С конечной остановки трамвая «Кирничтальбан» около Лихтенхайнского водопада можно было дойти пешком или ездить верхом на осле. Рядом с воротами в 1824 году был возведён ресторан, что способствовало популярности Кушталя. Ресторан с тех пор многократно перестраивали и расширяли.
В наши дни на ослах туда уже не поднимаются, но Кушталь не утратил своей популярности. С террасы южнее скальных ворот видна скальная панорама Саксонской Швейцарии. Выше ворот находятся остатки бывшей крепости, куда можно добраться по узкой «небесной лестнице».